# Partito Politico dei Radicali
Il Partito Politico dei Radicali (in olandese Politieke Partij Radikalen, PPR) fu un partito politico olandese di orientamento cristiano-sociale.
Nacque nel 1968 in seguito ad una scissione dal Partito Popolare Cattolico; nel 1991 dette vita ad un nuovo soggetto politico, Sinistra Verde, insieme al Partito Comunista dei Paesi Bassi, al Partito Pacifista-Socialista e al Partito Popolare Evangelico.

## Struttura

### Leader
- Jacques Aarden (1968–1972)
- Bas de Gaay Fortman (1972–1977)
- Ria Beckers (1977–1989)

### Presidenti
- Pieter Bogaers (1968–1969)
- Bram van Ojik (1988–1990)

## Simbologia
Negli anni '70, il logo del partito presentava un triangolo con una linea sporgente perpendicolare al suo lato più lungo, che rappresentava una "R" stilizzata (R adikalen).

Logo dal 1970 al 1979
Logo dal 1979 al 1983
Logo dal 1979 al 1983
Logo dal 1986 al 1991

## Risultati
| Elezione         | Voti    | %    | Seggi   |
| ---------------- | ------- | ---- | ------- |
| Legislative 1971 | 116.049 | 1,84 | 2 / 150 |
| Legislative 1972 | 354.829 | 4,80 | 7 / 150 |
| Legislative 1977 | 140.910 | 1,69 | 3 / 150 |
| Legislative 1981 | 171.042 | 1,97 | 3 / 150 |
| Legislative 1982 | 136.272 | 1,66 | 2 / 150 |
| Legislative 1986 | 115.203 | 1,26 | 2 / 150 |